# Синь Чансин
Синь Чансин (кит. 信长星, род. декабрь 1963, Хуэйминь, Шаньдун) — китайский государственный и политический деятель, секретарь (глава) парткома КПК провинции Цзянсу с 3 января 2023 года.
Ранее секретарь парткома КПК провинции Цинхай (2022—2023), губернатор провинции Цинхай (2016—2018), заместитель главы парткома КПК провинции Аньхой.
Кандидат в члены ЦК КПК 19-го созыва, член Центрального комитета Компартии Китая 20-го созыва.

## Биография
Родился в декабре 1963 года в уезде Хуэйминь городского округа Биньчжоу, провинция Шаньдун.
В 1983 году окончил Педагогический университет Цюйфу по специальности «политология». В 1986 году получил степень магистра экономики в Педагогическом университете Центрального Китая, после чего был направлен по распределению в подведомственный институт Министерства труда (позднее — Министерство трудовых ресурсов и социального обеспечения КНР). Затем работал в государственной компании Taiyuan Iron and Steel Group в подразделении, занимавшемся кадровой политикой и трудовыми ресурсами. Спустя несколько лет перешёл обратно в министерство труда на административную позицию, а также в течение короткого времени работал заместителем мэра Сианя.
В июле 2008 года назначен заместителем директора Государственного управления по делам госслужащих, в сентябре 2010 года получил должность заместителя министра трудовых ресурсов и социального обеспечения КНР, с августа 2014 года — директор Государственного управления по делам госслужащих при министерстве трудовых ресурсов и социального обеспечения в ранге заместителя министра. В 2016 году на пресс-конференции министерства сообщал о том, что «миллионы рабочих могут лишиться работы из-за объединения и реорганизации промышленных предприятий, что связано с проблемой избытка производственный мощностей», поэтому правительство КНР, по словам чиновника, «рассматривает создание большого числа рабочих мест и обеспечение стабильности занятости как приоритетное направление работы».
В октябре 2016 года назначен вторым по перечислению заместителем секретаря парткома КПК провинции Аньхой.
В июле 2020 года получил перевод в Цинхай на должность заместителя главы парткома КПК провинции, 1 августа назначен временно исполняющим обязанности губернатора, 26 августа 2020 года утверждён в этой должности на очередной сессии Постоянного комитета Собрания народных представителей Цинхая.
22 марта 2022 года назначен на высшую региональную позицию секретаря (главы) партийного комитета КПК провинции Цинхай.
3 января 2023 года решением ЦК Компартии Китая переведён на должность секретаря парткома КПК провинции Цзянсу.